# Neil MacLeod
Neil Macleod (ur. 15 stycznia 1847 w Woolwich, Greenwich, zm. 19 maja 1921 w Londynie) – szkocki lekarz, przez większość życia praktykował w Szanghaju. Pamiętany jest głównie za próby leczenia manii przy pomocy przedłużonego snu wywoływanego solami bromu (1897). Był jednym z pionierów radiologii w Chinach.
Ukończył studia medyczne na Uniwersytecie w Edynburgu; w 1875 roku otrzymał tytuł licencjata medycyny, w 1880 roku doktora medycyny (z wyróżnieniem). W 1877 ożenił się z Jessie Menzies, córką Henry′ego McClure z Edynburga. Miał dwóch synów i dwie córki. Jego synem był adwokat Ronald Neil Macleod (1880–1947). Młodszy syn Douglas Noel (1886–1931) również był lekarzem.
W 1912 roku był wiceprzewodniczącym II Kongresu Dalekowschodniego Towarzystwa Medycyny Tropikalnej w Hongkongu. W Szanghaju jest ulica jego imienia. W 1924 roku na ścianie Shanghai General Hospital odsłonięto tablicę honorującą Macleoda.

## Wybrane prace
- Case of Imperforate Rectum, with a Suggestion for a New Method of Treatment. British Medical Journal, 1880
- Hepatic Abscess Opened Antiseptically: Death, British Medical Journal, 1880
- An Improved Method of Circumcision for Congenital Phimosis. Edinburgh Medical Journal 28 (9), ss. 807-808, 1883
- A Movable Clot in the Right Auricle. Edinburgh Medical Journal 28 (8), ss. 696-697, 1883
- A Contribution to the Treatment of Hepatic Abscess, with Cases. British Medical Journal, 1891
- Is Dysentery the Invariable Precursor of „Tropical” Liver Abscess? British Medical Journal, 1894
- Morphine Habit of Long Standing Cured by Bromide Poisoning. British Medical Journal, 1897
- Can Beri-Beri be Caused by Food Supplies from Countries where Beri-Beri is Endemic? British Medical Journal, 1897
- Cure of Morphine, Chloral, and Cocaine Habits by Sodium Bromide, 1899
- The Bromide Sleep, A New Departure in Treatment of Acute Mania. British Medical Journal, 1900
- Notes on the Radiography of the Gall Bladder. Archives of Radiology and Electrotherapy, 1917
- Third Note on the Radiography of the Gall Bladder. Archives of Radiology and Electrotherapy, 1921
- Fourth  Note on the Radiography of the Gall Bladder. Archives of Radiology and Electrotherapy, 1921